# Ramón Calderón
José Ramón Calderón Ramos (n. 26 mai 1951 în Palencia, Spania) este un avocat și ex-președinte al clubului de fotbal spaniol Real Madrid.